# Alfonso Álvarez Miranda
Alfonso Álvarez Miranda (l'Havana, 2 de juliol de 1915 – Madrid, 30 de novembre de 2003) va ser un polític espanyol, ministre de l'últim govern de Francisco Franco

## Biografia
Nascut en Cuba de pares asturians, de ben patit es traslladà amb la seva família a Oviedo. Va finalitzar la carrera d'enginyer de Mines amb premi extraordinari i començà a treballar a les mines de carbó d'Ablaña (Mieres). Després passà a treballar al sector siderúrgic a la factoria de Corrales de Buelna (Santander) de Nueva Montaña Quijano, de la que en serà gerent el 1956.
El 1959 va iniciar la seva marxa en les mines de fosfats del Sàhara Espanyol, on el 1969 va ser nomenat primer President executiu de la Societat Fosfats de Bucraa (Fos Bucraa), càrrec que desenvolupà fins a 1970.
En 1969 va ser nomenat per Hassan II president de l'Oficina Xerifiana de Fosfats: (OCP), amb seu a París.
En 1970, Claudi Boada i Villalonga President de l'INI, encarrega a Álvarez Miranda la Direcció general de Mineria i Siderúrgia de l'institut, des d'on va dirigir la reestructuració dHunosa, l'adquisició de Uninsa i la seva fusió amb Ensidesa que va presidir de 1973 a 1975.
Aquest any va ser nomenat ministre d'Indústria. Després del seu cessament en el ministeri, va presidir el Consell Superior del Ministeri d'Indústria i Energia, i des de 1977, el Fòrum Atòmic Espanyol. En 1978 va ser nomenat vicepresident del Fòrum Atòmic Europeu (FORATOM), del que més tard va ser President en 1980, realitzant una important labor pro-indústria atòmica. També va ensenyar a diverses escoles tècniques d'enginyers.
Ha estat guardonat amb la Gran Creu de l'Orde del Mèrit Civil, la Gran Creu de l'Orde de Carles III i la Gran Creu del Mèrit Militar.